# Activ
Activ a fost o trupă românească de muzică dance, înființată la Arad în 1999 și este alcătuită din Oana, Rudi și Avi. 
Prima melodie cu care au reușit să atragă atenția publicului a fost „Sunete”, însă putem aminti și alte titluri precum „Superstar”, „Zile cu tine”, „Lucruri simple”, „Feel Good”, „Music is drivin' me crazy”, „Reasons” sau „Without U”. 
Trupa a cunoscut succesul maxim în anul 2004, prin piesele „Doar cu tine” și „Visez”.

## Istoria formației
Bazele formației Activ au fost puse de Rudi și Avi. Cei doi au colaborat în timpul liceului la diferite proiecte, ajungând să se împrietenească în jurul pupitrului de mixat, acolo unde asigurau buna dispoziție a elevilor.
Au urmat câteva proiecte comune, însă cel mai important poartă denumirea de Wetland, acesta fiind proiectul care i-a apropiat pe Avi și Rudi cel mai mult de muzică, dar, din motivul pregătirii pentru examenul de bacalaureat, cei doi se decid să renunțe.

### 1999-2000: Debutul formației
După abandonarea proiectului Wetland, Rudi și Avi decid că este nevoie de ceva nou în cariera lor muzicală, astfel în aprilie 1999 citesc în ziarul local următorul anunț: 
| “ | Postul de televiziune Atomic TV organizează un concurs. Premiul constă într-un videoclip la piesa câștigătoare, realizat de televiziune. | ” |

Surprinși, dar și entuziasmați, cei doi se pregătesc să compună primele piese dedicate acestui concurs, dar întâmpină și problema găsirii unui nume adecvat formației.
Peste câteva zile Rudi și Avi se întâlnesc cu Andi (un prieten mai vechi care avea partea "tehnică") pentru a stabili numele. Așadar, fiecare dintre ei se prezintă cu o listă de zece nume printre care, pe lista lui Avi apare și numele Activ. La început părerile sunt împărțite, dar, într-un final, se votează noul nume, astfel ia naștere noul grup muzical.
De acum, melodiile sunt terminate și sunt trimise concursului In Za House organizat de postul Atomic TV, celor doi membri rămânându-le doar să aștepte și să spere că prima lor piesă va fi ascultată de cineva.
Piesa „Sunete” este cea care, nu numai că a fost ascultată, ci chiar a reușit să impresioneze membrii juriului atât de tare, încât primește premiul de „cea mai bună piesă house”.
Datorită acestui concurs câștigat, ei primesc videoclipul realizat de către televiziune drept premiu, astfel se bucură de o promovare destul de importantă și benefică unei formații proaspăt lansate.
Primul concert al formației Activ a avut loc la festivalul Berii din Arad în luna august 1999, în fața a peste 30.000 de oameni, iar primul concert oficial în alt oraș, l-au susținut în Baia Mare, la Festivalul Castanelor, unde de altfel au și recunoscut că au avut ceva emoții la primele momente de apariție în fața fanilor.
Primul material discografic cu semnătura Activ, „Sunete”, este produs de Inn Music - Cat Music și se lansează spre finele anului 1999 în clubul Maxx din București alături de un invitat special, Talla 2XLC.

### 2001-2002: Noua membră a formației: Oana
Primul album nu a înregistrat un succes răsunător, dar numărul de concerte susținute era din ce în ce mai mare, așadar cei doi membri (Avi și Rudi) se gândesc deja la un al doilea album. Pregătirea proiectului decurge conform planului, însă ajung la concluzia că lipsește ceva. Mai exact, formația Activ avea nevoie de o voce care să contureze și să exprime mai bine mesajul din melodiile create de ei.
În luna aprilie 2001 se organizează un casting pentru a găsi noua solistă a formației. La concurs se prezintă peste 20 de tinere, însă Avi și Rudi cred că nu au găsit-o încă. Ultima zi de concurs poate fi considerată cea mai norocoasă, deoarece, în acea zi, se prezintă o tânără blondă, sensibilă și timidă. Momentul luării unei decizii se apropie, iar în ziua următoare sunt chemate finalistele, printre ele numărându-se și tânăra blondă. După câteva ore de gândire, se hotărăște câștigătoarea. Noua membră a formației Activ se numește Oana Nistor.
Sfârșitul anului 2001 se dovedește a fi destul de productiv, deoarece se filmează primul videoclip în noua formulă (Avi, Rudi și Oana), la piesa „Împreună”. Toți sunt plini de emoții în legătură cu lansarea noului album, dar mai ales cum va fi primită noua componentă a trupei. Din partea publicului apar numai reacții pozitive la adresa Oanei, dar și pentru noul lor album, intitulat "În Transă", produs de MediaPro Music și lansat în luna ianuarie 2002. De pe album, mai sunt extrase încă două piese, cărora le sunt filmate clipuri pentru promovare, și anume „De ce ?” și „Printre nori”.

### 2003-2004: Albumul „Motive”
Anul 2003 este unul plin de proiecte muzicale pentru formația Activ, mai ales lucrul la noul album care este preconizat să apară în următorul an. (2004). Pentru acest material discografic, membrii formației își doresc ceva diferit, mai exact piese care să prindă la public și să fie difuzate și la radio. În luna noiembrie 2003 încep lucrul la melodia „Doar cu tine”, iar împreună cu noua casă de discuri Roton, hotărăsc lansarea ei ca principal single pentru noul album intitulat „Motive”. Succesul nu întârzie să apară, astfel, la mijlocul anului 2004, piesa urcă treptat, dar sigur spre prima poziție din Romanian Top 100 și ajunge pe locul întâi, unde staționează timp de nouă săptămâni consecutive.
Cel de-al doilea single de pe albumul „Motive" este melodia „Visez”, de asemenea o piesă apreciată și difuzată săptămâni la rând în heavy-rotation de posturile radio, acolo unde a reușit să se mențină pe prima poziție timp de opt săptămâni consecutive. De asemenea, piesa coboară și staționează în continuare pe poziția a doua pentru alte șapte săptămâni consecutive. Pentru succesul obținut și pentru vânzările de peste 35.000 de exemplare ale albumului „Motive"” trupa Activ este recompensată cu premiul Discul de Aur.

### 2005: Albumul „Superstar”
Toată vara anului 2005, cei trei Activi au înregistrat și pregătit următorul lor proiect ce poartă denumirea de „Superstar”. Cel de-al patrulea album este lansat la finele anului 2005 sub marca Roton, conținând opt piese și patru remix-uri. Prima melodie desemnată să promoveze proaspătul album este chiar „Superstar”, care beneficiază de un videoclip creat pentru a surprinde veselia verii, frumusețea și naturalețea oamenilor, dar și povestea iubirilor adolescentine. După această frumoasă declarație, în discografia trupei Activ își face loc și cel de-al doilea extras de pe albumul „Superstar”, și anume „Zile cu tine”, piesă care se bucură de un videoclip optimist prin care este imortalizată iubirea în fiecare etapă a vieții.
Vara anului 2005 îi face pe cei din Activ responsabili pentru imnul Liberty Parade 2005, piesa „Surrender” urcând rapid în topuri. Este a doua oară când cei de la Activ se ocupă de imn, asta după ce, în 2004, și-au pus amprenta asupra primului imn oficial al evenimentului, prin piesa cu același nume - Liberty Parade '04.
Ultimul, dar nu cel din urmă single extras de pe acest album, este „Lucruri simple”, o piesă cu un mesaj pozitiv, al cărei videoclip surprinde toate elementele simbolice dintr-o vară, punându-se accentul pe simplitate, dar și pe strălucirea specifică tinereții. Piesa este promovată pe tot parcursul verii anului 2006, reușind să rămână un scurt "remember" al acesteia.

### 2006-2007: Albumul „Everyday”
În august 2006, cei trei Activi se întorc în studio pentru a înregistra un nou album. De această dată, ei își doresc ceva diferit, mai exact ritmuri și melodii pentru un public mai matur sau, cum au declarat chiar ei, "mai serios". O sursă principală de inspirație a reprezentat-o publicul de la concerte, tot mai numeros, care a crescut în timp odată cu trupa, și care și-a dorit un sound apropiat celui internațional. Astfel, ia naștere proiectul „Everyday”, un album cu piese numai în limba engleză de pe care au fost extrase nu mai puțin de patru single-uri, fapt care îl clasează ca fiind cel mai de succes produs marca Activ. Pentru promovarea noului material se realizează și turneul „Everyday”, turneu în care trupa Activ a călătorit în majoritatea orașelor din țară pentru a se întâlni și concerta alături de fanii lor. Tot pentru promovare, site-ul oficial al trupei este reconstruit în culorile noului album, alături și de suportul corporațiilor pe care le reprezintă cu succes.
Primul single lansat pentru a promova albumul este „Reasons”, piesă care s-a bucurat de un real succes, fiind disponibilă într-o gamă foarte largă de remixuri realizate de DJ Andi, Robby G, DJ Raoul, SMC, dar și în varianta extended. Clipul a fost filmat spre finalul anului 2006 și promovat pe tot parcursul anului 2007. Povestea sa este una simplă: Oana și iubitul ei au fost implicați într-un accident de circulație, iar viața lor stă în mâna chirurgilor, interpretați de către Avi și Rudi. Pentru filmări s-au folosit saloanele Spitalului Munincipal din București. Cei trei și-au dorit foarte mult să aibă în clip, drept invitați, oameni de radio, deoarece, după cum spun și ei, așa cum viața oamenilor stă în mâna medicilor, așa și viața unui artist depinde de omul de radio. Astfel, putem recunoaște ușor personaje ca DJ Optick, Răzvan Popescu, Cristi Nițu, Claudiu Sara, DJ Wanda, dar și pe Andrei Gheorghe, în rol principal - toți fiind DJ de radio.
Următorul single promovat a fost „Without U”, pentru care s-a realizat un clip în colaborare cu Sony Ericsson, Activ devenind trupa care s-a ocupat de promovarea mărcii în România. În clip sunt surprinse momente din viața de zi cu zi a oamenilor obișnuiți, în persoana Oanei, a lui Avi și a lui Rudi. Mesajul clipului este acela că, în ciuda faptului că apar la TV, cei trei duc o viață la fel de normală ca și fanii lor. Tot de pe același album, putem aminti și imnul oficial Liberty Parade din 2006, „Feel Good”. De altfel, vara lui 2007 aduce încă o ediție de Liberty Parade, totul venind la pachet cu încă un succes marca Activ, sub forma imnului oficial reprezentat prin piesa „Music is drivin' me crazy”.

### 2008: Turneul "ACTIVate Yourself"
Anul 2008 începe în forță pentru cei din trupa Activ, care se decid să promoveze și să filmeze un videoclip celei de-a patra piese extrase de pe albumul „Everyday”, și anume „Under my skin”. Pentru clip, se colaborează cu BMW România, importatorul oficial al autoturismelor Mini Cabrio și Mini Clubman Cooper S, membrii trupei conducând aceste "mașinuțe" pe tot parcursul videoclipului. Scenariul clipului a fost conceput astfel încât să aducă exact cu un film de acțiune captivant. Regizorii au vrut să creeze o atmosferă specifică anilor '70, în genul celebrelor producții Miami Vice și Starsky & Hutch.
Primăvara anului 2008 aduce o realizare foarte importantă în istoria trupei Activ, aici fiind vorba despre turneul ACTIVate Yourself, în care cei trei au fost invitați să susțină o lungă serie de concerte pentru fanii din America. Astfel, au fost vizate metropole ca Washington, D.C., Atlanta, New York, Detroit sau Chicago. Revenirea în țară a adus o nouă premieră, în luna iunie 2008 cei trei Activi oferind pentru a cincea oară imnul oficial Liberty Parade 2008 reprezentat de piesa Be Free. 
Pentru toamna lui 2008 se anunță apariția unui nou album, însă planurile sunt date peste cap, atunci când Oana Nistor, solista trupei, naște o fetiță și decide să ia o scurtă pauză pentru a se putea bucura de micuța ei, pe nume Eva.

### 2009-2010: Proiecte solo
Vara lui 2009 îi aduce pe Avi și Rudi în ipostaza de a se implica pentru a șasea oară consecutiv în realizarea imnului Liberty Parade. Eforturile lor, combinate cu munca de peste an, dau naștere la Revolution, o piesă la care și-au adus contribuția și DJ precum DJ Optick și DJ Andi. Cu ajutorul casei de discuri Roton, cei doi ajung să colaboreze cu Tara McDonald, o cunoscută voce a muzicii dance, ajunsă celebră mai ales prin colaborările cu David Guetta sau Axwell. Întrucât erau și producători la Vibe FM, membrii întregii echipe aleg să se afișeze cu denumirea de Vibers.
În 2010, solista trupei Activ, Oana Nistor, decide să revină pe piață cu un nou single. De data aceasta, alege lansarea într-o carieră solo, colaborând cu Dony & The Kid pentru piesa Dancefloor.
„Acesta este primul pas pe care am decis să îl fac în cariera mea solo. Cu Activ am luat o pauză, nu știu dacă va fi ceva de moment sau definitiv. Băieții sunt în continuare alături de mine, mă ajută și mă sfătuiesc, mi-e foarte ciudat să vorbesc fără ei în preajmă. Le mulțumesc sincer pentru toată susținerea.”
 A declarat Oana.

## Discografie
| Sunete ( 1999 - Cat Music ) - Sunete - Sunete (Club Rework) - Lumini albastre - Ritmul e în noi - Ecou - Dansăm împreună - Cântă cu mine - În noapte În transă ( 2002 - MediaPro Music ) - Printre nori - Răsărit - Împreună - The Planet - De ce ? - În transă - Fii Activ ! - Printre nori (Evolution Rough edit) - Printre nori (Phantom's acid trip mix) - Relax Motive ( 2004 - Roton ) - Doar cu tine - Visez - Mă pierd - Motive - Free ride - Moogzica (club mix) - Night vibes - Dimineața feat. George - Libery Parade '04 - O zi - Ambient Superstar ( 2005 - Roton ) - Superstar - Lucruri simple - În inima mea - Timpul - Dor - Zile cu tine - Surrender feat. DJ Optick - Heaven - Visez (Andy Craze Da Phunky Bass Remix) - Visez (Dan Griober Remix) - Doar cu tine (Win Remix) - Superstar (D-Laid & Mesmer Remix) Everyday ( 2007 - Roton ) - Reasons - Without U - Feel good feat. DJ Optick - Under my skin - Music generation - Friday night - Reasons (Robby G remix) - Reasons (DJ Raoul remix) - Reasons (sMC remix) - Reasons (Mariuu's remix) - Reasons (DJ Andi remix) - Reasons (Extended version) | - Sunete (1999) - premiul pentru cea mai bună piesă house oferit de Atomic TV - În noapte (1999) - Împreună (2001) - În transă (2002) - Printre nori (2002) - De ce ? (2003) - Doar cu tine (2004) - #1 în Romanian Top 100 timp de 9 săptămâni (12.07.2004 - 13.09.2004) - Visez (2004) - #1 în Romanian Top 100 timp de 8 săptămâni (10.01.2005 - 28.02.2005) - Visez (2004) - #2 în Romanian Top 100 timp de 7 săptămâni (07.03.2005 - 18.04.2005) - Superstar (2005) - #5, #4 și #3 în Romanian Top 100 timp de 6 săptămâni (10.10.2005 - 14.11.2005) - Surrender feat. DJ Optick (2005) - Zile cu tine (2005) - #5 și #3 în Romanian Top 100 timp de 8 săptămâni (13.02.2006 - 03.04.2006) - Lucruri simple (2006) - Feel Good feat. DJ Optick (2006) - Reasons (2007) - Music is drivin' me crazy feat. DJ Optick (2007) - Without U (2007) - Under my skin (2008) - Be Free feat. DJ Optick (2008) - Play (Dance is back) (2013) |

## Videografie
| An   | Titlu                                     | Album     | Regizor       |
| ---- | ----------------------------------------- | --------- | ------------- |
| 1999 | Sunete                                    | Sunete    | —             |
| 2001 | Împreună                                  | În transă | —             |
| 2002 | Printre nori                              | În transă | —             |
| 2003 | De ce ?                                   | În transă | Dragoș Buliga |
| 2004 | Doar cu tine                              | Motive    | Dragoș Buliga |
| 2004 | Visez                                     | Motive    | Dragoș Buliga |
| 2005 | Superstar                                 | Superstar | Iulian Moga   |
| 2005 | Lucruri simple                            | Superstar | —             |
| 2005 | Zile cu tine                              | Superstar | —             |
| 2005 | Surrender feat. DJ Optick                 | Superstar | —             |
| 2006 | Feel Good feat. DJ Optick                 | Everyday  | —             |
| 2007 | Reasons                                   | Everyday  | Dragoș Buliga |
| 2007 | Without U                                 | Everyday  | Dragoș Buliga |
| 2007 | Music Is Drivin' Me Crazy feat. DJ Optick | —         | Dragoș Buliga |
| 2007 | Under My Skin                             | Everyday  | Dragoș Buliga |

## Premii
- Cea mai bună piesă house (Sunete) - Concursul In Ză House organizat de Atomic TV (1999)
- Cea mai bună piesă dance (Doar cu tine) - MTV Romanian Music Awards (2005)
- Discul de Aur pentru albumul "Motive" (peste 35.000 de exemplare vândute și 16 săptămâni pe prima poziție în Romanian Top 100 cu piesele Doar cu tine și Visez)
- Cel mai bun album (Everyday) - MTV Romanian Music Awards (2007)

## Turnee și concerte
Spectacole importante:
- La Arad în deschiderea concertului "Fun Factory".
- În deschiderea spectacolului Marvin & Preziosso (2002 Caribic Fest - Radio O3).
- În deschiderea spectacolului "Garcia" sau în București la deschiderea concertului Sylver.
- Numeroase concerte susținute și în străinătate, în următoarele țări: Austria, Italia, Bulgaria, Lituania, Polonia și Canada.

- Cel mai extins proiect al trupei, a fost Turneul Național în colaborare cu Sony Ericsson, având ca artiști invitați pe DJ Vika Jigulina și DJ Andi. Fiind o trupă de club, Activ au susținut o serie de concerte în cluburile din țară, devenind foarte cunoscuți, atât de către DJ-ii rezidenți, cât și de public.

- În luna aprilie 2008, cei trei membri ai formației Activ, au concertat în câteva mari orașe din Statele Unite ale Americii, precum Washington, Georgetown, Atlanta, New York, turneul lor terminându-se în Chicago.

## Imaginea asociată cu diferite corporații
- Pentru albumul "Everyday", trupa Activ a devenit imaginea oficială în România a celebrei firme de terminale mobile Sony Ericsson. În videoclipurile "Without U" și "Under My Skin", se pot distinge ușor tipul telefoanelor ce sunt utilizate de ei sau de actorii din videoclip.

- O altă colaborare importantă a trupei este cea cu BMW România, importatorul oficial al autoturismelor Mini, firmă care a oferit membrilor formației Activ "motorizarea" pentru filmările videoclipului "Under My Skin", Mini Cabrio și Mini Clubman Cooper S.